# Zběšičky
Zběšičky är en ort i Tjeckien.   Den ligger i regionen Södra Böhmen, i den centrala delen av landet, 80 km söder om huvudstaden Prag. Zběšičky ligger 462 meter över havet och antalet invånare är 121.
Terrängen runt Zběšičky är platt. Runt Zběšičky är det ganska glesbefolkat, med 23 invånare per kvadratkilometer. Närmaste större samhälle är Tábor, 16,9 km öster om Zběšičky. I omgivningarna runt Zběšičky växer i huvudsak blandskog.